# 12289 Carnot
För andra betydelser, se Carnot (olika betydelser).
12289 Carnot eller 1991 GP7 är en asteroid i huvudbältet som upptäcktes den 8 april 1991 av den belgiske astronomen Eric W. Elst vid La Silla-observatoriet. Den är uppkallad efter den franske fysikern Sadi Carnot.
Asteroiden har en diameter på ungefär 4 kilometer.